# المصنعة (الخبت)

تعديل مصدري - تعديل

المصنعة هي إحدى قرى عزلة العمارية بمديرية الخبت التابعة لمحافظة المحويت، بلغ تعداد سكانها 250 نسمة حسب تعداد اليمن لعام 2004.